# Krita
Krita – aplikacja do tworzenia grafiki rastrowej od podstaw, wchodząca w skład pakietu Calligra, rozwijana przez społeczność KDE. 
Aplikacja jest przeznaczona przede wszystkim do malowania, nadaje się także w pewnym stopniu do edycji zdjęć. Krita jest wolnym oprogramowaniem i jest rozprowadzana na licencji GNU General Public License. Wydanie aplikacji miało miejsce wraz z wydaniem wersji 1.4.0 pakietu KOffice w dniu 21 czerwca 2005 roku. Wcześniejsze publiczne wersje nazywały się kolejno Krayon oraz KImageShop, ale kwestie prawne spowodowały zmianę nazwy na Krita. 
Krita ma pewne funkcje, których nie ma obecnie GIMP – obsługa CMYK, L*a*b i więcej przestrzeni barw z głębokością od 8 do 32 bitów z jednoczesnym wsparciem dla profili ICC. Autorzy programu dodali także obsługę dla narzędzi malarskich imitujących malowanie pędzlami z atramentem lub farbami olejnymi, rysowanie kredkami, a nawet symulowanie schnięcia farby. Integracja Krity z pakietem Calligra pozwala m.in. na wstawianie grafik do programu Calligra Words.